# Una parella infeliç

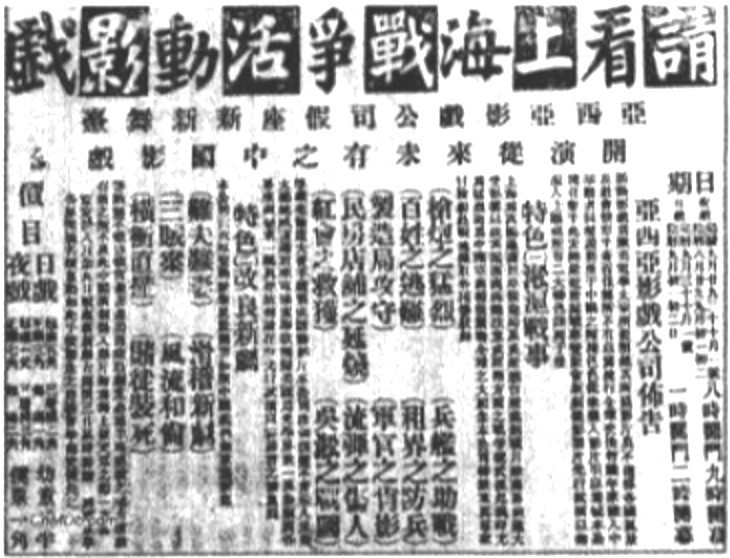
Anunci de la pel·lícula

Una parella infeliç (xinès simplificat: 难夫难妻 ; pinyin: Nánfū nánqī; anglès: The Difficult Couple ). Pel·lícula muda xinesa del 1913, de 30 a 40 minuts de durada. Dirigida per Zheng Zhengqiu i Zhang Shichuan, valorats com uns dels pares del cinema a la Xina. Produïda per l’Asia Film Company (亚细亚影戏公司), que ells mateixos van crear. Es considera la primera pel·lícula xinesa amb un guió (uns mil caràcters xinesos), escrit per Zheng Zhengqiu que a partir d'aquest film se'l ha considerat com el primer guionista de la historia del cinema xinès. Estrenada el 29 de setembre de 1913, al Xinxin Ballroom Theatre (在新新舞厅剧) de Shanghai. Per una altra banda el film es va utilitzar per presentar el que es va denominar el "nou teatre", com es pot deduir a partir dels anuncis que promocionaven  la pel·lícula.

## Estil i realització
La pel·lícula està escrita d'acord amb l'estructura de les obres teatrals populars del moment  i està composta aproximadament per cinc escenes. El rodatge va tenir lloc en un espai obert fora d'Asia Film Company a Shanghai. Primer van aixecar una plataforma i la van cobrir amb un drap blanc i van muntar un estudi. A causa de les limitacions de l'equip en aquell moment, el rodatge només es podia fer amb llum de dia. El càmera era un estaunidenc que utilitzava una aparell de fabricació alemanya. Van trigar uns cinc dies a rodar tota la pel·lícula. amb un plantejament on els actors actuen a l'escenari mentre una càmera estàtica els filma.
Durant un cert temps  els estudiosos del cinema xinès , a causa de la importància històrica del film,han fet moltes investigacions i debats al respecte, han rastrejat les dades originals de diaris, revistes i arxius històrics, i han fet tot el possible per restaurar la veritat històrica que inclou el contingut de la pel·lícula.

## Argument
El guió va ser escrit per Zheng Zhengqiu basant-se en els costums locals de la seva ciutat natal de Chaozhou a la província de Guangdong. El film explica la història de dues famílies (la  Qian i Kun volien casar-se amb la Qin i Jinque) mitjançant la unió dels seus fills (el noi Jiling i la noia Biaomei), independentment dels seus desitjos. La nit del casament, després d'una sèrie de tràmits administratius, la parella que no es coneixen entre ells són enviats a la cambra nupcial i comencen una vida difícil com a marit i muller. Sis mesos després del matrimoni, ell perd una gran suma en un joc d'atzar i la parella discuteix amb violència , destruint coses i ferint-se el cap i els peus. El criat avisa els pares de les dues famílies, que es reuneixen i s'enfronten pel camí. En arribar-hi, les dues famílies s'asseuen al voltant de la nova casa, i la tensió matrimonial s'esvaeix, tant és així que la parella fa les paus .

## Repartiment
Malauradament el film no s’ha conservat i es desconeix el repartiment real, format segons algunes fonts, exclusivament per homes que interpretaven tant els papers masculins com els femenins. Cal tenir en compte que Xina no tenia actors de cinema especialitzats, i durant un període, els actors de les pel·lícules xineses eren provinents del teatre. Algune fonts indiquen que els actors, tots homes, van ser ,Ding Chuhe, Yang Runshen, Ma Quingfeng, Wang Bingseng, Qian Huafo, Lu Ziqing, Wang Xihua, i Zhang Shuangyi.